# Astley Cooper Key

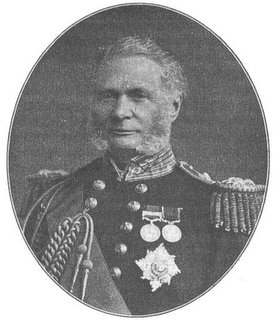
Admiral Sir Astley Cooper Key

Sir Astley Cooper Key, GCB, PC, FRS, FRGS (* 18. Januar 1821 in der St. Thomas Street, London; † 3. März 1888 in Maidenhead, Berkshire) war ein britischer Seeoffizier, der unter anderem als Konteradmiral (Rear-Admiral) zwischen 1870 und 1872 stellvertretender Oberkommandierender der Mittelmeerflotte (Second-in-Command, Mediterranean Fleet) und als Vizeadmiral (Vice-Admiral) von 1873 bis 1875 Präsident des Royal Naval College in Greenwich sowie zwischen 1875 und 1878 Oberkommandierender des Marineverbandes in Nordamerika und Westindien (Commander-in-Chief, North America and West Indies Station) war. Als Admiral fungierte er von 1879 bis 1885 als Erster Marinelord (First Naval Lord).

## Leben

### Ausbildung zum Seeoffizier, Schiffskommandant und Kapitän zur See

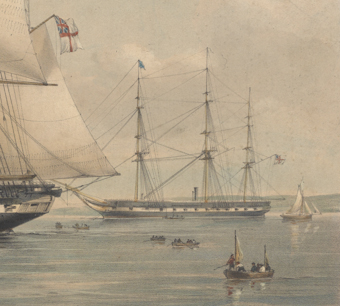
Als Kommandant der Fregatte HMS Amphion nahm Key am Krimkrieg teil.

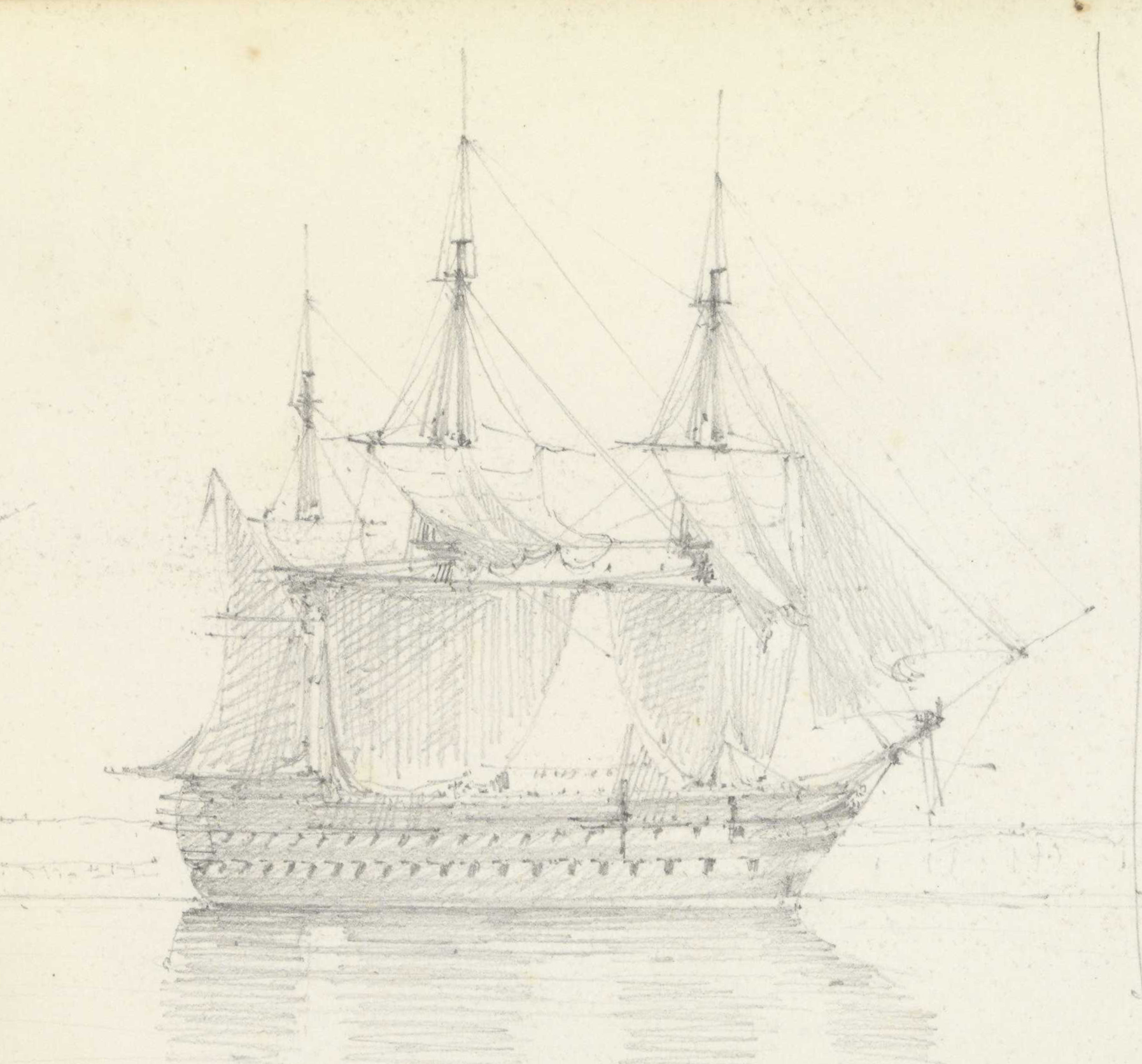
Key war zwischen 1856 und 1859 Kommandant des Linienschiffs HMS Sans Pareil.

Astley Cooper Key, Sohn von Charles Aston Key (1793–1849) und dessen Ehefrau Anne Cooper, trat 1833 in die Royal Navy (RN) ein und absolvierte eine Ausbildung am Royal Naval College in Portsmouth, wo er den jährlichen Wettbewerb um die Silbermedaille gewann. Nach Verwendungen an Bord des zur Mittelmeerflotte gehörenden Linienschiffs HMS Russell sowie der zum Marineverband in Nordamerika und Westindien gehörenden Fregatte HMS Cleopatra bestand er im August 1840 die Leutnantsprüfung. Nach einer weiteren Ausbildung auf dem Schulschiff HMS Excellent wurde er am 22. Dezember 1842 zum Kapitänleutnant (Lieutenant) befördert. Im Februar 1843 wurde er an Bord der HMS Curaçao zum Marineverband im Pazifik (Pacific Station) versetzt und wechselte dort 1844 unter dem Kommando von Kapitän zur See Charles Hotham auf die Dampffregatte HMS Gorgon, die am 10. Mai 1844 in der Nähe von Montevideo an Land getrieben wurde. Aufgrund seiner Ausbildung auf der HMS Excellent war er maßgeblich daran beteiligt, die HMS Gorgon wieder flott zu machen. Er diente im Kampf gegen die Argentinier am Río Paraná in der Schlacht von Vuelta de Obligado am 20. November 1845, in der er leicht verwundet wurde, und wurde daraufhin mit Rückwirkung zum 18. November 1845 zum Fregattenkapitän (Commander) befördert.
Anschließend war Key von 1847 bis 1850 Kommandant des zur Mittelmeerflotte gehörenden Sloop HMS Bulldog und wurde am 11. Oktober 1850 zum Kapitän zur See (Captain) befördert. Daraufhin wurde er im November 1853 Kommandant der Fregatte HMS Amphion, mit der zwischen 1854 und 1855 in die Ostsee verlegt wurde und während des Krimkrieges an der Schlacht um Bomarsund (August 1854) und dem dreitägigen Beschuss von Sveaborg (August 1855) teilnahm. Er wurde am 5. Juli 1855 Companion des Order of the Bath (CB) und 1856 Kommandant des Linienschiffs HMS Sans Pareil sowie zugleich Kommandeur der Küstenkanonenbootdivision (Inshore Gunboat Division). 1857 brachte er sein Schiff mit einer Abteilung Marinesoldaten zu Beginn des indischen Aufstandes nach Kalkutta und im Anschluss nach China, wo er im Zweiten Opiumkrieg (1856 bis 1860) während der Schlacht um Kanton (28. bis 31. Dezember 1857) ein Bataillon der Marinebrigade befehligte. In den Jahren 1859 bis 1860 diente er als Mitglied in der Königlichen Kommission für nationale Verteidigung (Royal Commission on National Defence). In der Kommission demonstrierte er seine Expertise in Marinetechnologie, aber auch ein krasses Missverständnis der Grundlagen der britischen Strategie. Er war aufgrund seiner bekannten Ansichten zugunsten der lokalen Küstenverteidigung in die Kommission berufen worden, die bereit war, Forts zu empfehlen, obwohl die britische imperiale und nationale Sicherheit von der Fähigkeit abhing, das Meer zu nutzen, nicht nur, um eine Invasion zu verhindern.
Er war danach in der Marinebasis Devonport zwischen Juli 1860 und Juli 1863 Kommandierender Kapitän der Dampfreserve (Captain of the Devonport Dockyard Steam Reserve). Im Juli 1863 wurde er Superintendent des Royal Naval College in Portsmouth sowie zugleich Kommandant der Marineschießschule (Captain, Gunnery School, „HMS Excellent“) und behielt diese Posten bis September 1866.

### Flaggoffizier

#### Konteradmiral und Vizeadmiral
Im September 1866 wurde Astley Cooper Key in der Admiralität (Admiralty) der erste Direktor für Marinewaffen (Director of Naval Ordnance) und verblieb in diesem Amt bis Juli 1869. Es war ein Posten, an dessen Gestaltung er mitgewirkt hatte, und hierbei eine Vorliebe für Nahkampf und einfache Vorderladerwaffen zeigte. In dieser Verwendung erfolgte am 20. November 1866 auch seine Beförderung zum Konteradmiral (Rear-Admiral). Im Anschluss fungierte er zwischen Juli 1869 und Juni 1870 als Superintendent der Marinebasis Portsmouth (Admiral Superintendent, H. M. Dockyard, Portsmouth) sowie daraufhin von Juni 1870 bis August 1872 als Superintendent der Marinebasis Malta (Admiral Superintendant, Malta Dockyard). In dieser Funktion war er zwischen Juni 1870 und August 1872 zudem Flaggoffizier der dort stationierten Marineverbände (Flag Officer, Malta) sowie in Personalunion von Mai 1870 und August 1872 auch stellvertretender Oberkommandierender der Mittelmeerflotte (Second-in-Command, Mediterranean Fleet).
Nach der Gründung des Royal Naval College in Greenwich wurde Key im Januar 1873 dessen erster Präsident und behielt diese Funktion bis zu seiner Ablösung durch Vizeadmiral Edward Fanshawe im Dezember 1875. Im April 1873 wurde er zum Vizeadmiral (Vice-Admiral) befördert und am 24. Mai 1873 zum Knight Commander des militärischen Zweiges des Order of the Bath (KCB (Mil)) geschlagen, so dass er fortan den Namenszusatz „Sir“ führte. Im Dezember 1875 übernahm er von Admiral Sir George Wellesley den Posten als Oberkommandierender des Marineverbandes in Nordamerika und Westindien (Commander-in-Chief, North America and West Indies Station) und bekleidete diesen bis April 1878, woraufhin Admiral Sir Edward Inglefield seine Nachfolge antrat.

#### Admiral und Erster Marinelord

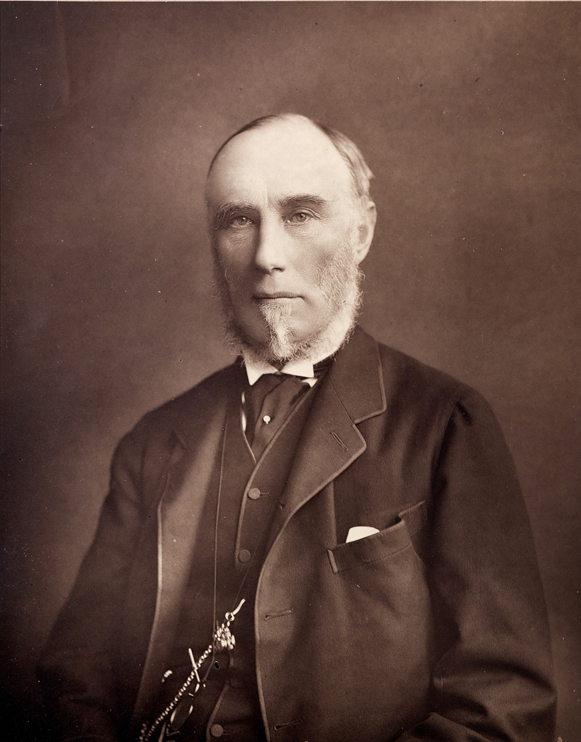
Thomas Baring, 1. Earl of Northbrook war zwischen 1880 und 1885 Erster Lord der Admiralität während der Amtszeit von Key als Erster Marinelord.

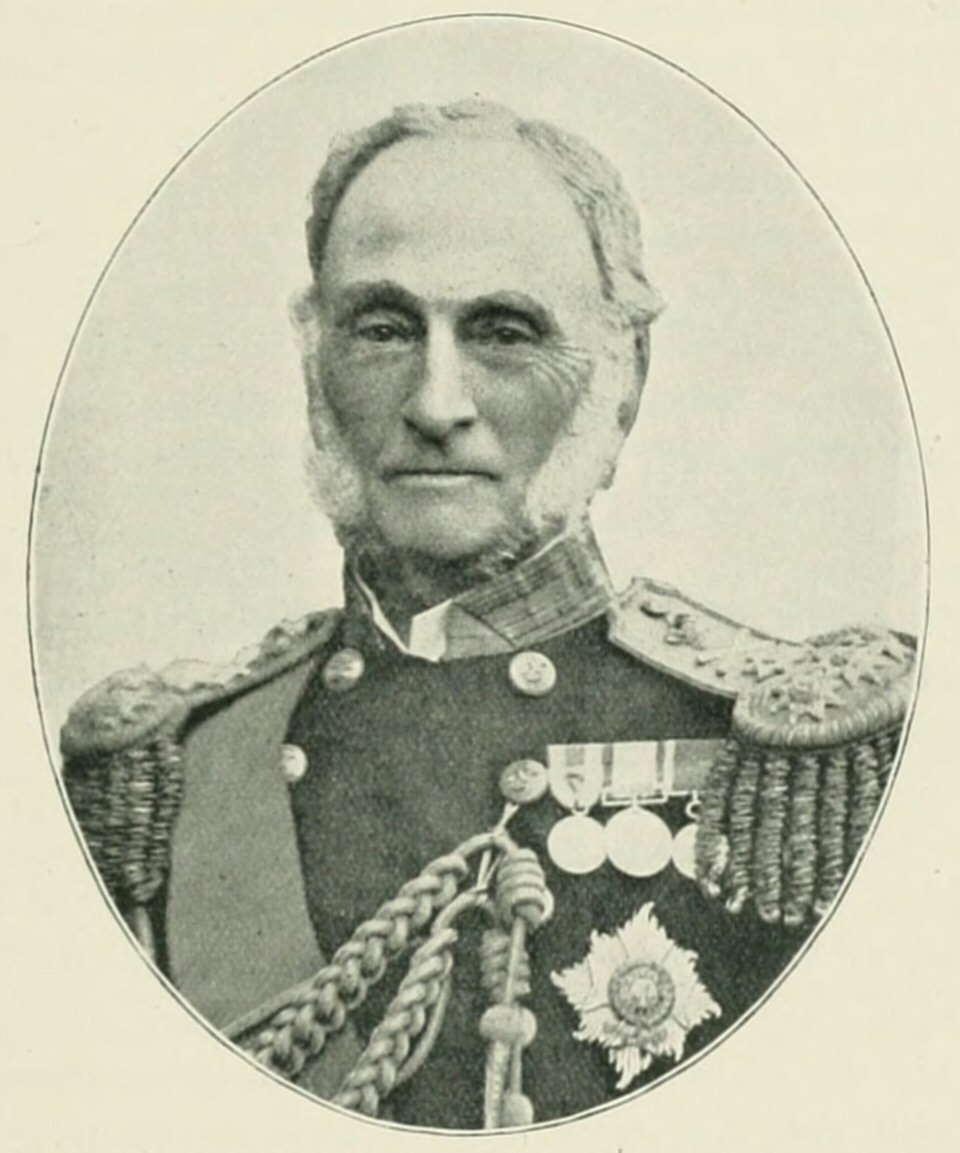
Admiral Geoffrey Thomas Phipps Hornby hatte den Posten als Erster Marinelord abgelehnt.

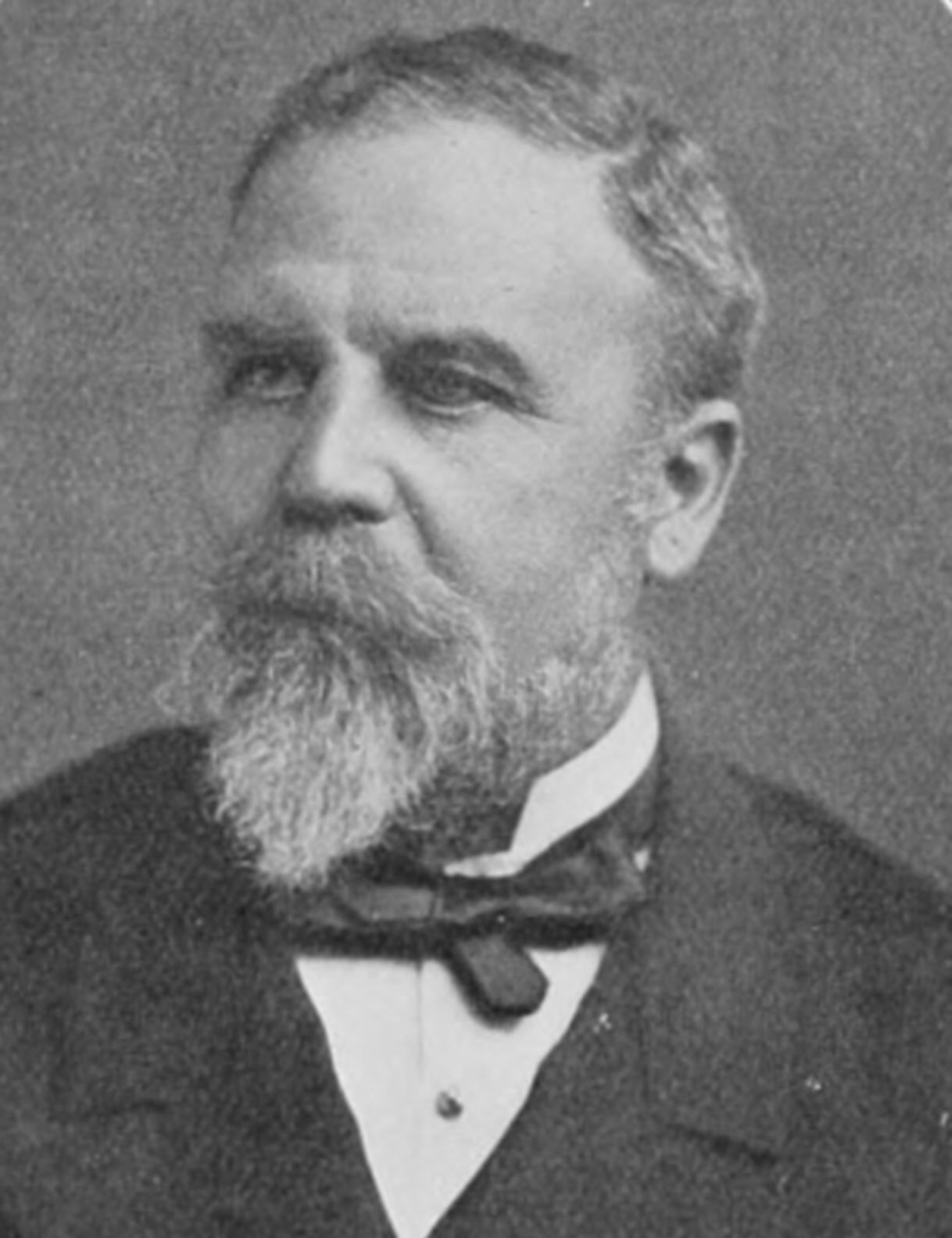
Auch Admiral Beauchamp Seymour lehnte das Amt als Erster Marinelord ohne eine Reform der Admiralität ab.

Astley Cooper Key wurde am 21. März 1878 zum Admiral befördert und übernahm den Posten als Oberkommandierender der Baltischen Flotte (Commander-in-Chief, Baltic Fleet), die extra geschaffen wurde, um Russland während des Russisch-Osmanischen Krieges (1877 bis 1878) von der Belagerung von Konstantinopel abzuhalten. Im Anschluss wurde er am 15. Juni 1879 zum Ersten Marineadjutanten (Principal Naval Aide-de-camp) von Königin Victoria. Im August 1879 löste er Admiral Sir George Wellesley als Erster Marinelord (First Naval Lord) ab und bekleidete dieses Spitzenamt der Royal Navy bis Juli 1885, woraufhin Admiral Arthur Hood, 1. Baron Hood of Avalon ihn ablöste.
Während seiner Amtszeit als Erster Marinelord erhielt er am 24. November 1882 zum Knight Grand Cross des militärischen Zweiges des Order of the Bath (GCB (Mil)) erhoben. Ferner wurde er am 11. August 1884 als Mitglied des Geheimen Kronrates (Privy Council) vereidigt. Er war ferner Fellow of the Royal Society (FRS) sowie Fellow der Royal Geographical Society (FRGS).
Key war ein frühes Beispiel für einen Offizier, der seine Karriere durch die Beherrschung neuer Technologien machte. Allerdings entwickelte er nie ein gleichwertiges Verständnis für strategische Bedürfnisse. Er war ein überzeugter Befürworter der Zentralisierung und schwelgte in den Einzelheiten der Verwaltung, unter Ausschluss der umfassenderen politischen Fragen. Dies war besonders problematisch während der längeren Abwesenheit des Ersten Lords der Admiralität (First Lord of the Admiralty), Thomas Baring, 1. Earl of Northbrook, in Ägypten, als er als gesamtes Board of Admiralty fungierte.
Key wurde ferner Erster Marinelord unter Verstoß gegen einen „Vertrag“, den er mit Admiral Geoffrey Thomas Phipps Hornby und Admiral Beauchamp Seymour geschlossen hatte. Dieser sah vor, dass sie alle den Posten des Ersten Marinelords ohne eine Reform der Admiralität ablehnen würden. Er übernahm den Posten offenbar aus finanzieller Verlegenheit, die sich aus seiner kürzlich erfolgten zweiten Eheschließung und der Eheschließung seiner ältesten Tochter ergab. Key erlaubter seiner zweiten Frau, ein wichtiger Einfluss auf ihn zu werden. Sie war bekannt als „der Schlüssel zur Beförderung“ (‚the Key to promotion‘). Key hatte seine eigene kleine Gruppe von Anhängern im Dienst, hauptsächlich Männer mit seiner eigenen technischen Neigung, die als „Schlüsselbund“ (‚the bunch of Keys‘) bezeichnet wurden. Bemerkenswert unter ihnen war der spätere Erste Seelord John Fisher, der sich von seinem alten Mentor distanzierte, nachdem Key sein Amt niedergelegt hatte.
Keys sechs Jahre in der Admiralität waren Zeugen stetiger, wenn auch unspektakulärer Fortschritte in allen Bereichen. Northbrook war glücklich, die Marineverwaltung Key zu überlassen, der die Schätzungen gerne auf die ihm gegebenen Zahlen beschränkte. Key war immer noch der Küstenverteidigung verpflichtet und hatte wenig Verständnis für die Rolle der Marine beim Handelsschutz. Unter dem Druck der zunehmenden französischen Bautätigkeit genehmigte er den Bau von sechs Schlachtschiffen der Admiral-Klasse, Schiffe, die mehr für die durch unzureichende Verdrängung verursachten Schwächen als für den Erfolg der neuen Hinterladergeschütze bekannt waren. Die Agitation von 1884 für erhöhte Marineausgaben, die zum „Northbrook-Programm“ führte, kam zu einem ungünstigen Zeitpunkt: Die Marine war nicht nur der möglichen Gefahr deutlich überlegen, sondern viele der Schiffe des Programms würden vor Abschluss veraltet sein. Es war ein Zeichen von Keys Isolation, dass seine Ansichten in Abwesenheit von Northbrook von einer Regierung, die bestrebt war, der Zensur zu entgehen, kaum zur Kenntnis genommen wurden. Als es am 30. März 1885 zum Panjdeh-Zwischenfall kam, ein Gefecht um die Oase Panjdeh zwischen Truppen des Russischen Zarenreiches und des Emirats Afghanistan, der lange durch russische Vorstöße angekündigt worden war, war die Admiralität besser vorbereitet als 1878. Key konnte auf Informationen des 1882 eingesetzten Komitees für Auslandsnachrichtendienste (Foreign Intelligence Committe), die Ergebnisse der Mobilisierung von 1878 und eine Reihe neuer Schiffe zurückgreifen.
Admiral Sir Astley Cooper Key wurde dafür kritisiert, dass er den Vorrang der Schlachtflotte in der nationalen Strategie und die wirklichen Marineanforderungen in der Nähe der Heimat ignorierte. Key war kein Intellektueller und hatte keine erhabenen Vorstellungen von Seemacht, aber darin war er ein Mann seiner Zeit. Die Marine verbrachte die Zeit ab der Mitte des 19. Jahrhunderts damit, sich auf neue Technologie einzustellen, und in dem langen Frieden nach 1856 war es nicht verwunderlich, dass Männer wie Key – und sein Nachfolger Arthur Hood, 1. Baron Hood of Avalon – die höchsten Positionen erreichten. Indem sie sich auf das Praktische konzentrierten, versorgten sie die Marine mit dem Material, das für ihre Stärke entscheidend war. Es wurde einer anderen Generation überlassen, die Prinzipien der maritimen Strategie zu erläutern und zu entwickeln. Der Kontrast zwischen Key und seinen beiden Rivalen um den Posten des Ersten Marinelords im Jahr 1879, Hornby und Seymour, war frappierend. Key fehlte ihre seemännische Erfahrung und zeigte wenig Führung. Er hatte wenige Anhänger und erweckte keine dauerhafte Loyalität.
Am 18. Januar 1886 trat Sir Astley Cooper Key in den Ruhestand.
Er war zwei Mal verheiratet. In erster Ehe heiratete er im Jahr 1856 Charlotte Lavinia McNeill, die am 30. Dezember 1874 verstarb. Im Oktober 1877 heiratete er zweiter Ehe in Halifax, Nova Scotia, Evelyn Bartolucci, die Tochter eines italienischen Tanzmeisters und jünger als seine eigene älteste Tochter. Nach seiner Pensionierung lebte er im Laggan House in Maidenhead, wo er am 3. März 1888 starb. Seine zweite Frau überlebte ihn.

## Hintergrundliteratur
- P. H. Colomb: Memoirs of Admiral the Right Honble. Sir Astley Cooper Key, 1898
- B. Mallett: Lord Northbrook, 1908
- A. J. Marder: The anatomy of British sea power, 1940
- B. M. Ranft: Technical change and British naval policy, 1860–1939, 1977
- A. D. Lambert: The Crimean War. British grand strategy, 1853–56, 1990